# Главное здание МГУ в филателии

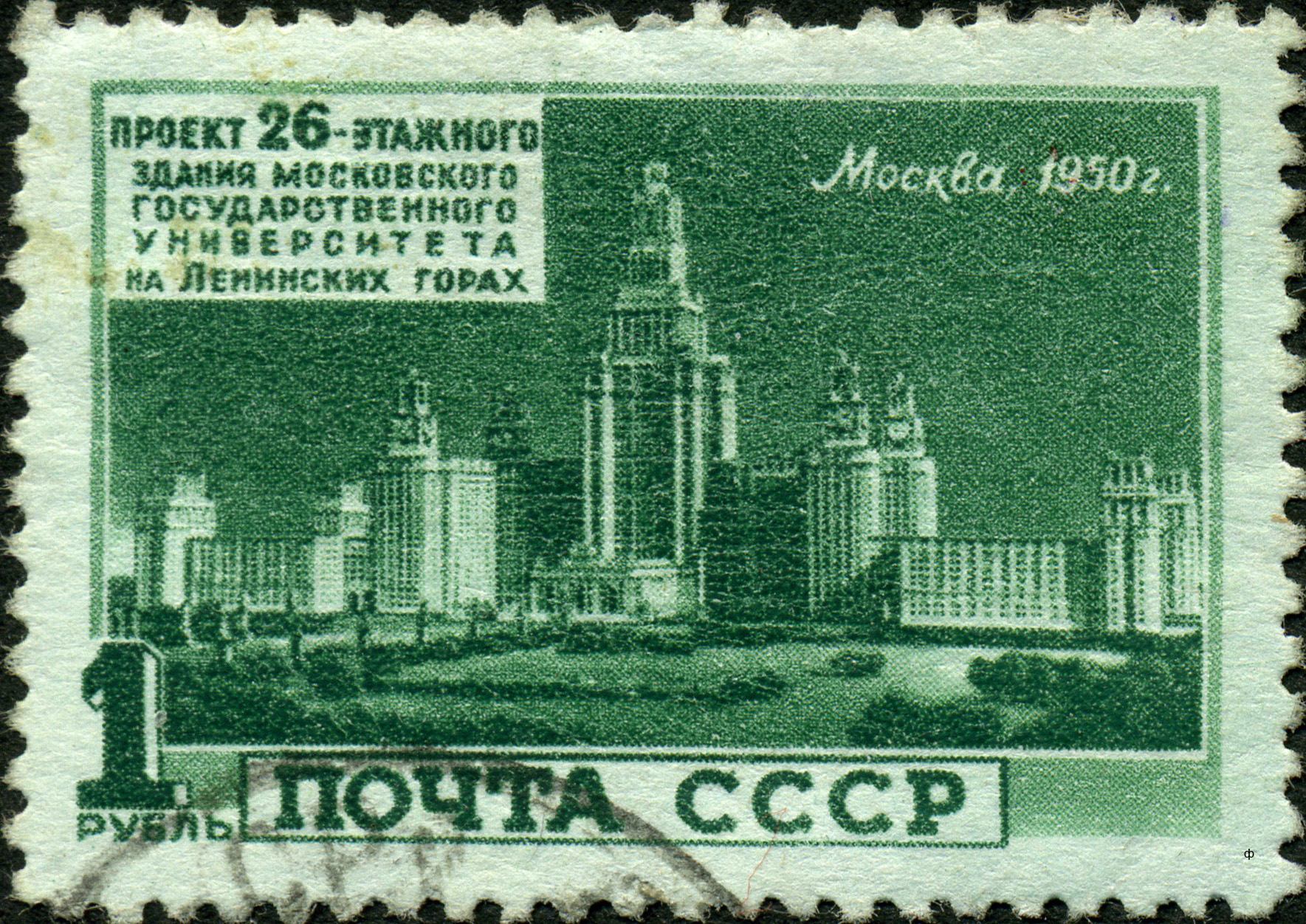
1950: Проекты высотных зданий. МГУ на Ленинских горах. Первая почтовая марка СССР с изображением Главного здания МГУ

Гла́вное зда́ние МГУ в филатели́и — совокупность филателистических материалов (знаков почтовой оплаты, почтовых карточек, штемпелей и прочего) с изображениями Главного здания Московского государственного университета имени М. В. Ломоносова (сокращённо МГУ).

## Описание
Изображение Главного здания МГУ, наряду с изображениями Московского Кремля и Храма Василия Блаженного на Красной площади Москвы, относится к числу наиболее часто используемых архитектурных сюжетов в филателии СССР и Российской Федерации. Главное здание МГУ многократно изображалось в филателистических материалах, как посвященных непосредственно зданию, так и используемых в качестве символа Москвы, сталинской архитектуры, советской науки, образования, студенчества и молодежи.
Номера и названия почтовых марок приняты по Каталогу почтовых марок СССР Центрального филателистического агентства «Союзпечать» (ЦФА) Министерства связи СССР и ежегодным выпускам 1981—1991 годов, являющимся продолжением каталога 1918—1980 годов. Номера художественных маркированных конвертов (ХМК) приняты по каталогу ХМК СССР.

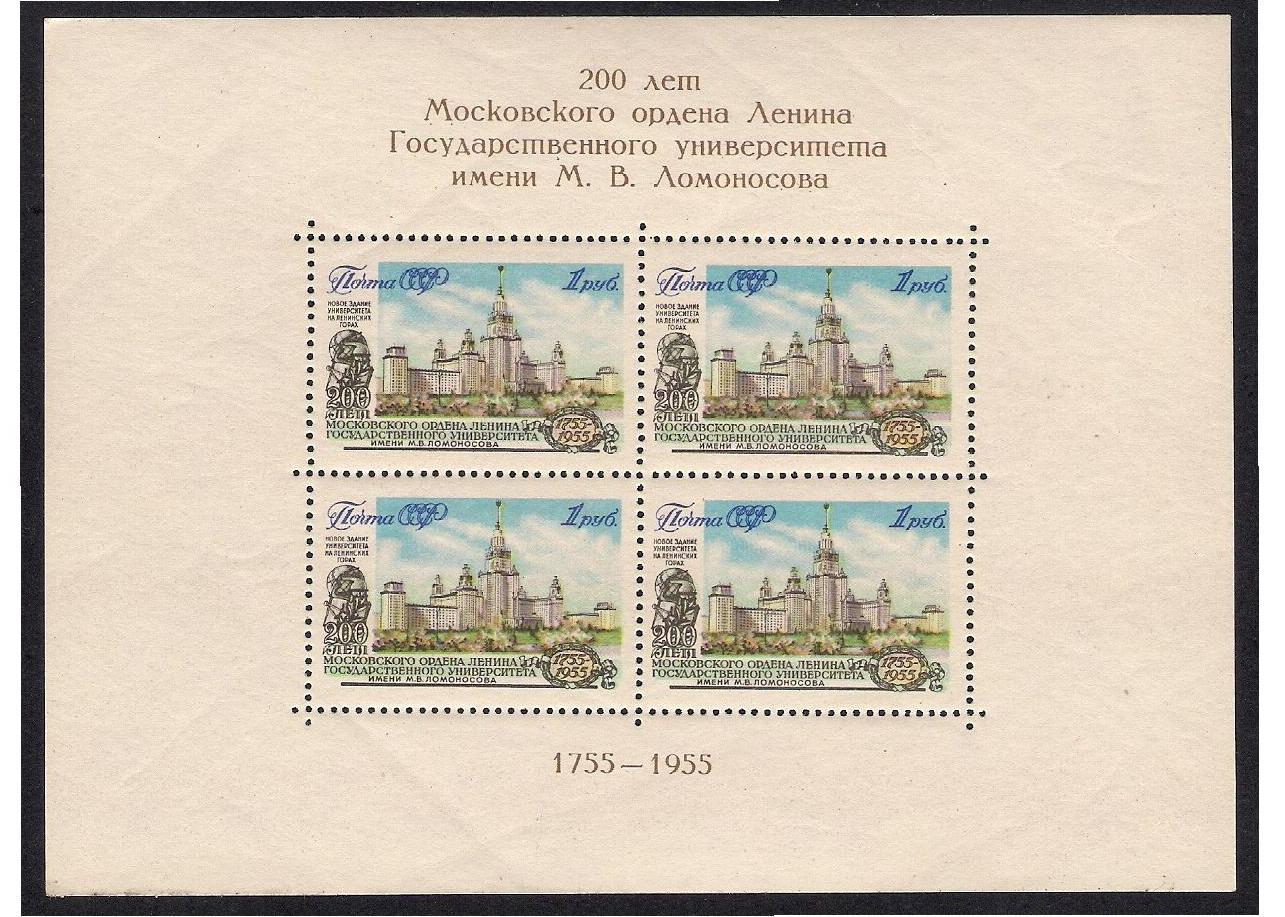
1955: 200-летие МГУ имени М. В. Ломоносова. Новое здание университета. Почтовый блок СССР

## Выпуски почтовых марок

### СССР
Изображение Главного здания МГУ приведено на 30 советских почтовых марках и блоках. Первая почтовая марка с изображением здания выпущена в 1950 году (ЦФА [АО «Марка»] № 1576) в составе серии из восьми марок «Архитектура Москвы. Проекты высотных зданий». На марках приведены проекты высотных зданий, намеченных к строительству в Москве с целью создания архитектурных акцентов в городе. Почтовые марки серии относятся к числу достаточно редких
На марке № 1576 имеется надпись: «Проект 26-этажного здания Московского государственного университета на Ленинских горах». Построенное здание имеет 36 этажей (включая технические этажи), что объясняется тем, что в ходе проектирования высота здания неоднократно изменялась. Проект здания на марке имеет некоторые отличия от здания, строительство которого было закончено в 1953 году (завершение высотной части и портал входа имеют другую форму, на шпиле нет звезды).
Первое документальное изображение Главного здания МГУ на основе фотографии построенного здания приведено на марке № 1729, посвящённой 35-летию ВЛКСМ. На марке показан фрагмент здания. Здание полностью впервые изображено на марке № 1838 и почтовом блоке № 1840 1955 года, выпущенных к 200-летию МГУ имени М. В. Ломоносова (автор марки С. Поманский). Марка № 1838 имеет редкую разновидность с линейной зубцовкой 12½ (ЦФА [АО «Марка»] #1838 А; Mi #1781). По-видимому, фотография МГУ марки № 1838 использована повторно для изображения здания на марке № 2047 1957 года (автор марки В. Завьялов).
На всех последующих почтовых марках СССР изображение здания имеет символическое или вспомогательное значение. Поэтому приводятся упрощённые изображения. В связи с тем, что контур главного фасада здания отличается неповторимостью и узнаваемостью, на многих марках ограничиваются изображением только контура здания МГУ (см., например, марки СССР № 2168, 2173, 2202, 3444, 3577, 4827 и др.).
Весьма редкую разновидность имеет марка № 2198, выпущенная к Х съезду Международного астрономического союза в Москве. На марке в кружках приведены аббревиатуры союза на английском и французском языках. Часть марок в правом кружке имеет ошибочное написание аббревиатуры союза (вместо UAJ написано UAU). В каталоге почтовых марок СССР ошибочно вместо букв U и J написаны буквы V и I.
Почтовые марки с изображением Главного здания МГУ по поводу их выпуска можно условно разделить на несколько групп, с примерно одинаковым количеством марок в каждой группе (порядок групп не имеет принципиального значения).

Марки СССР, посвящённые МГУ, а также людям и событиям, связанными с МГУ
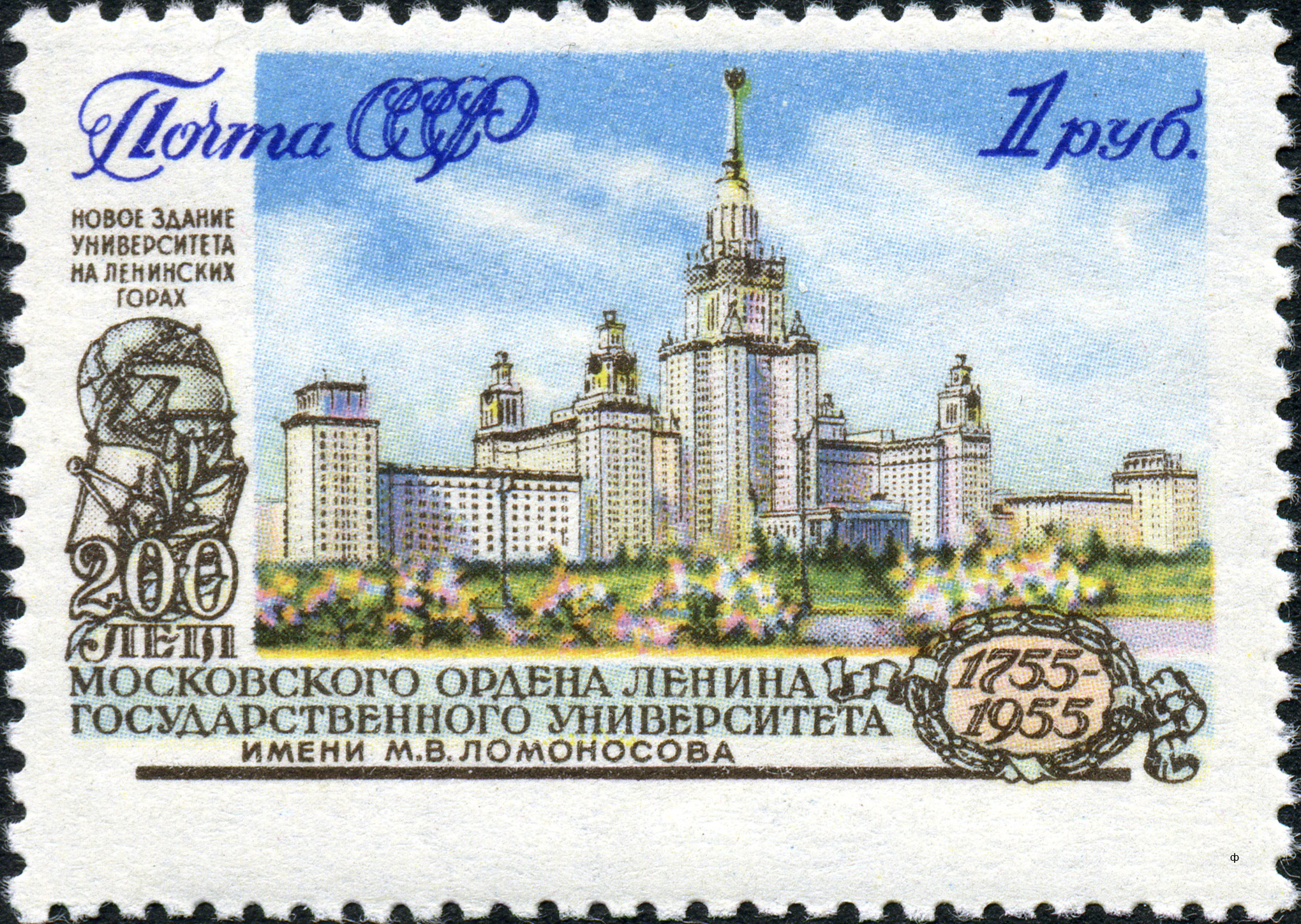
1955: Новое здание университета (ЦФА [АО «Марка»] № 1838)
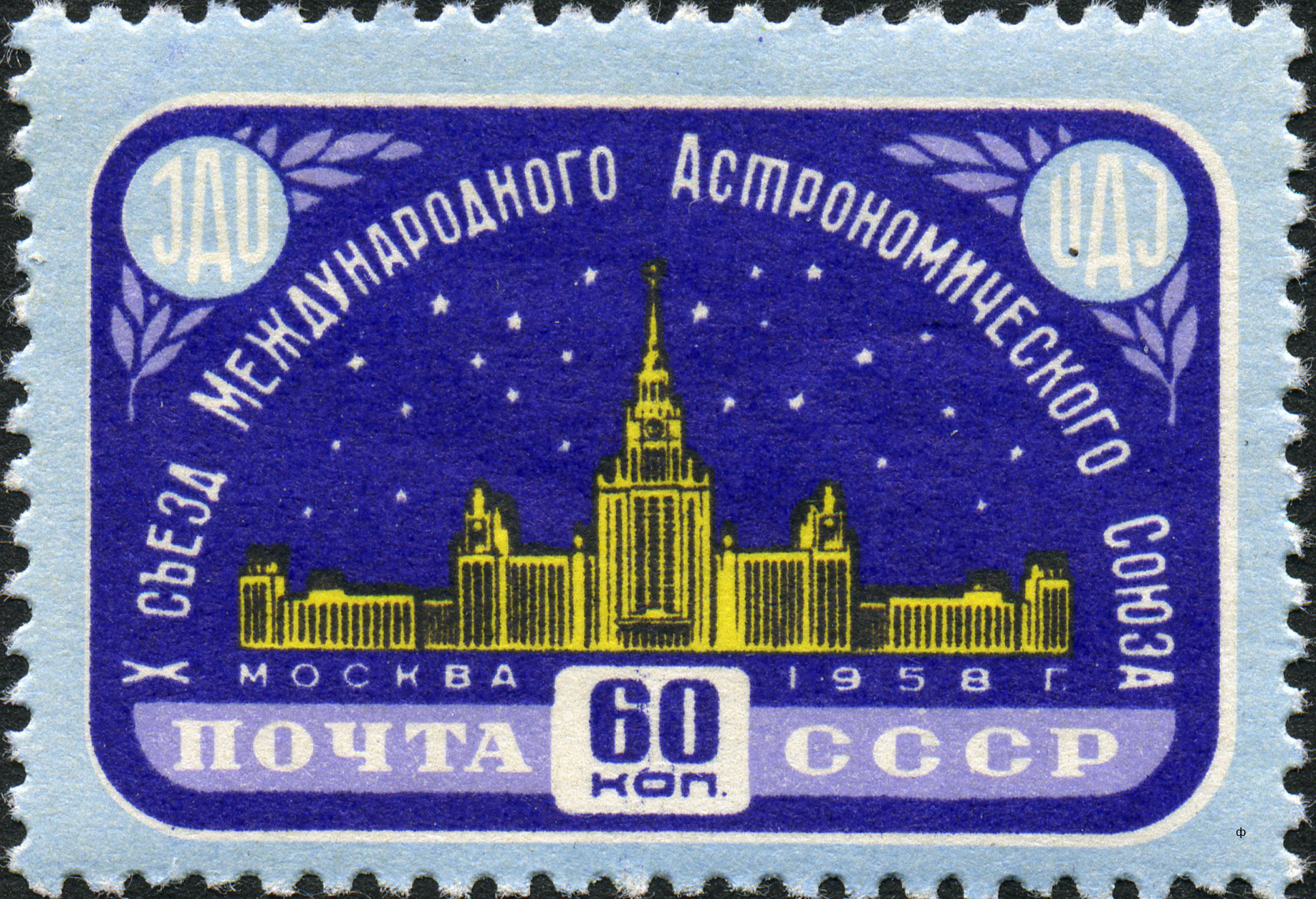
1958: X съезд Международного астрономического союза (ЦФА [АО «Марка»] № 2198)
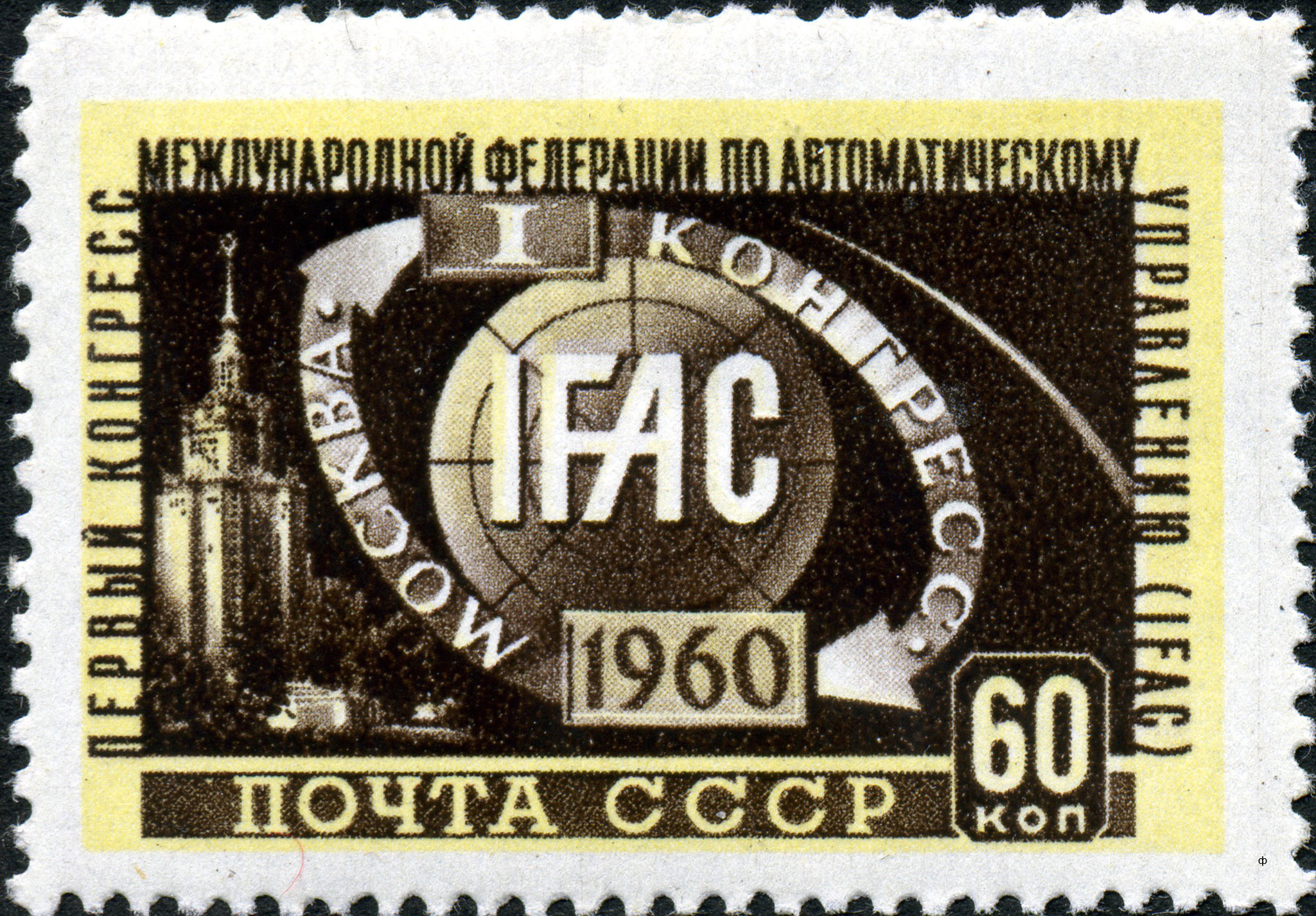
1959: I конгресс Международной федерации по автоматическому управлению (IFAC) (ЦФА [АО «Марка»] № 2441)
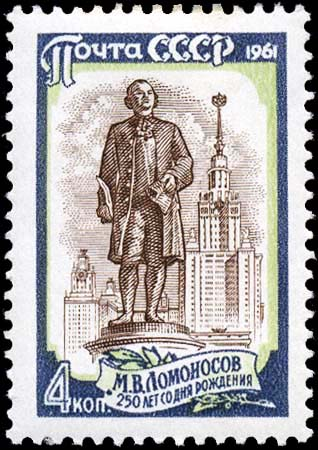
1961: Памятник М. В. Ломоносову у МГУ (ЦФА [АО «Марка»] № 2639)
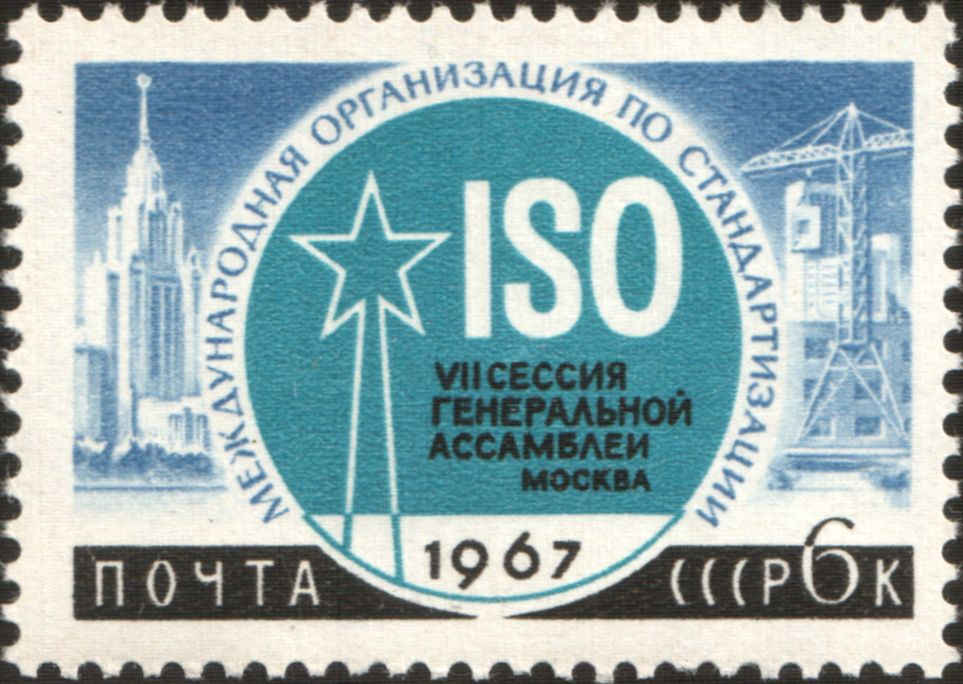
1967:VII сессия Генеральной ассамблеи Международной организации по стандартизации (ISO) (ЦФА [АО «Марка»] № 3472)
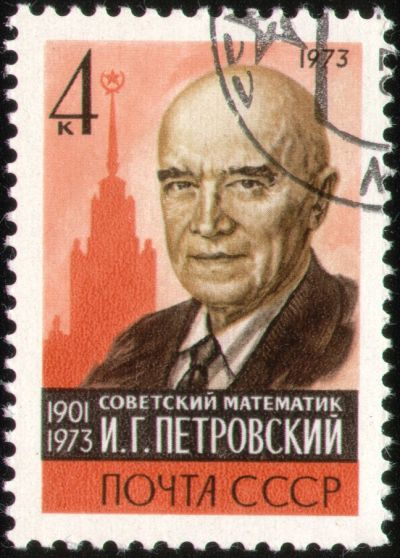
1973: Математик И. Г. Петровский (ЦФА [АО «Марка»] № 4309)

Главное здание МГУ — символ современной архитектуры Москвы
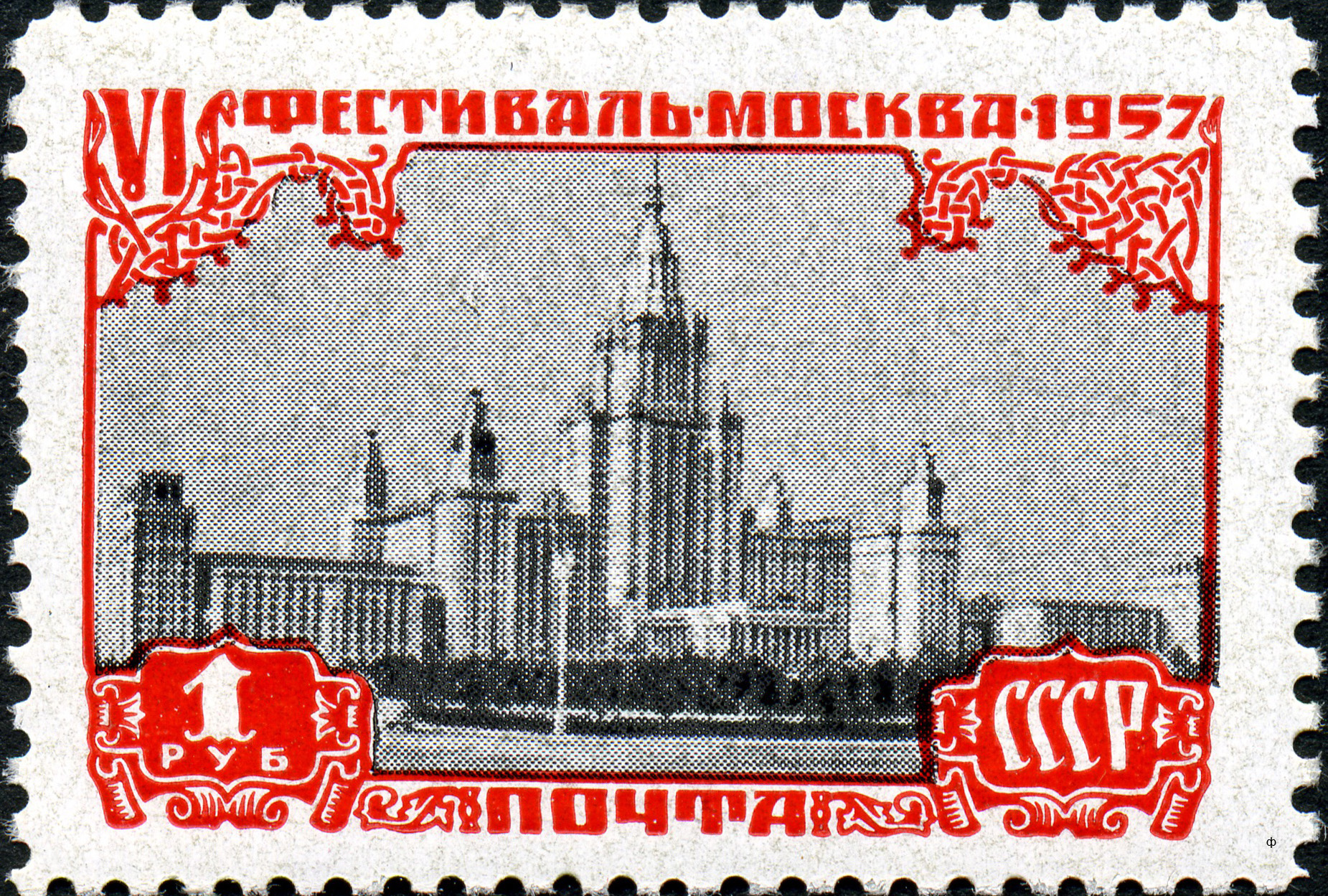
>1957: Фестиваль молодёжи и студентов в Москве. МГУ имени М. В. Ломоносова (ЦФА [АО «Марка»] № 2047)
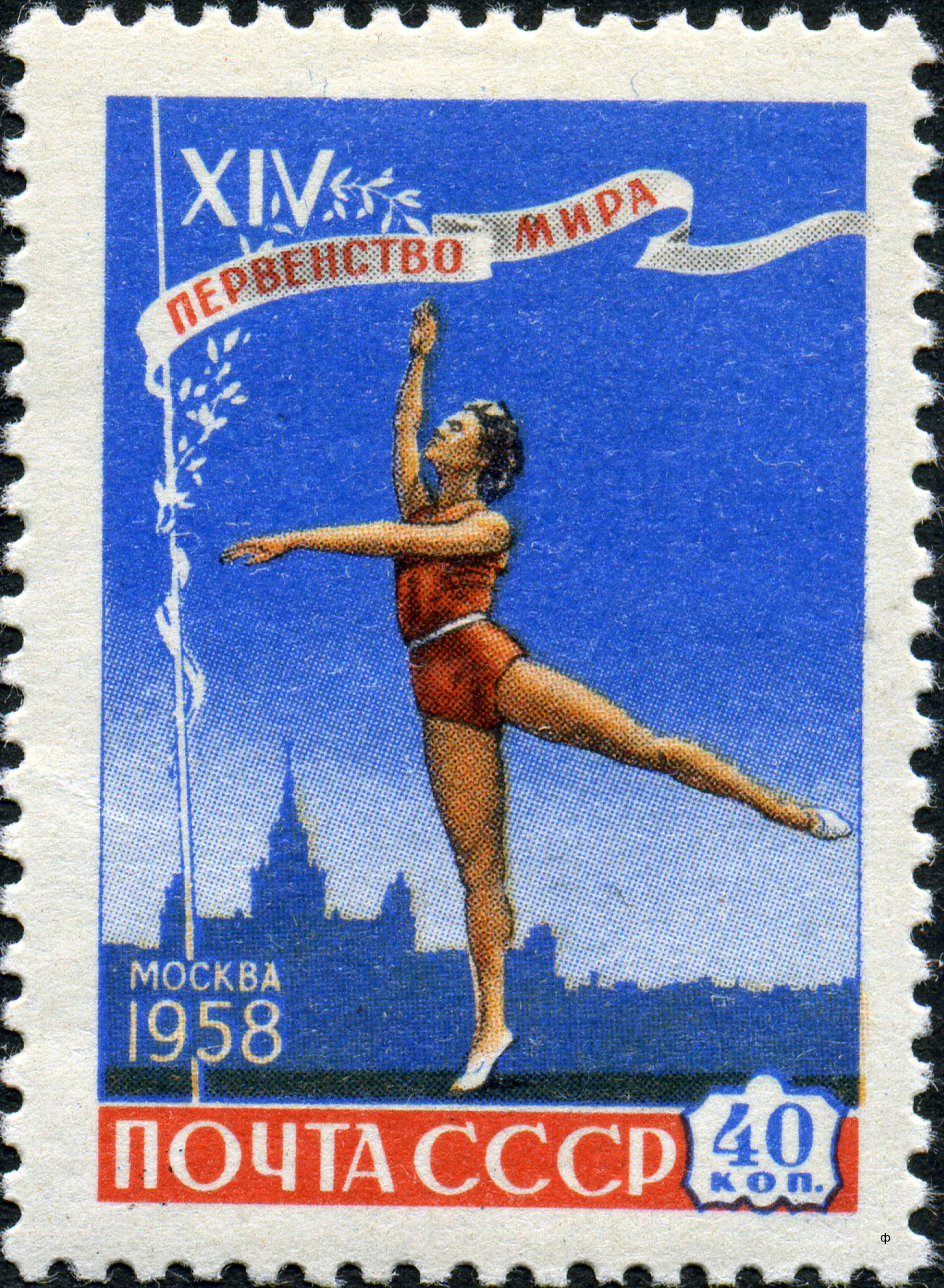
1958: XIV первенство мира по гимнастике в Москве. Художественная гимнастика (ЦФА [АО «Марка»] № 168)
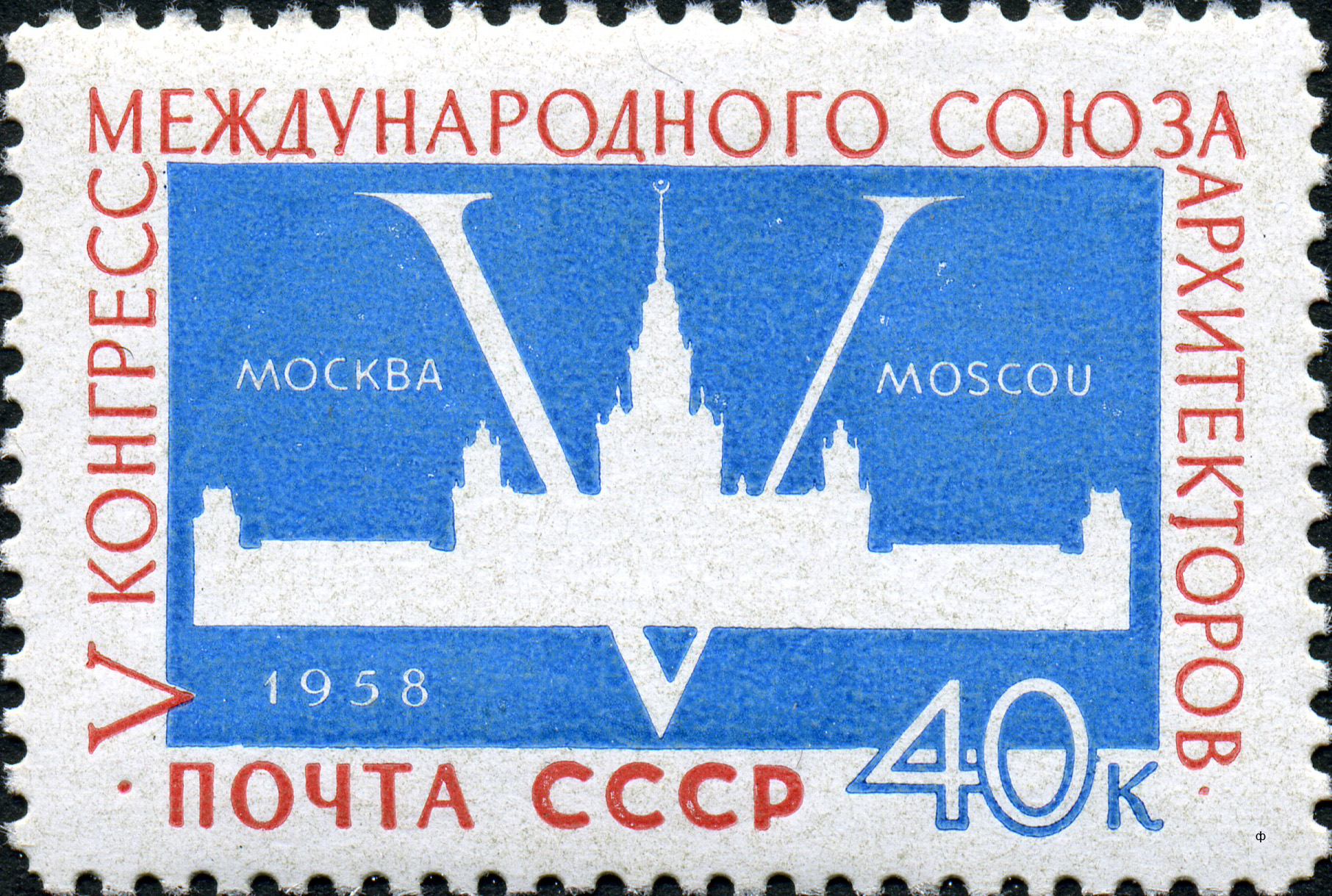
1958: V конгресс Международного союза архитекторов. Цифра "V" на фоне здания МГУ (ЦФА [АО «Марка»] № 2173)
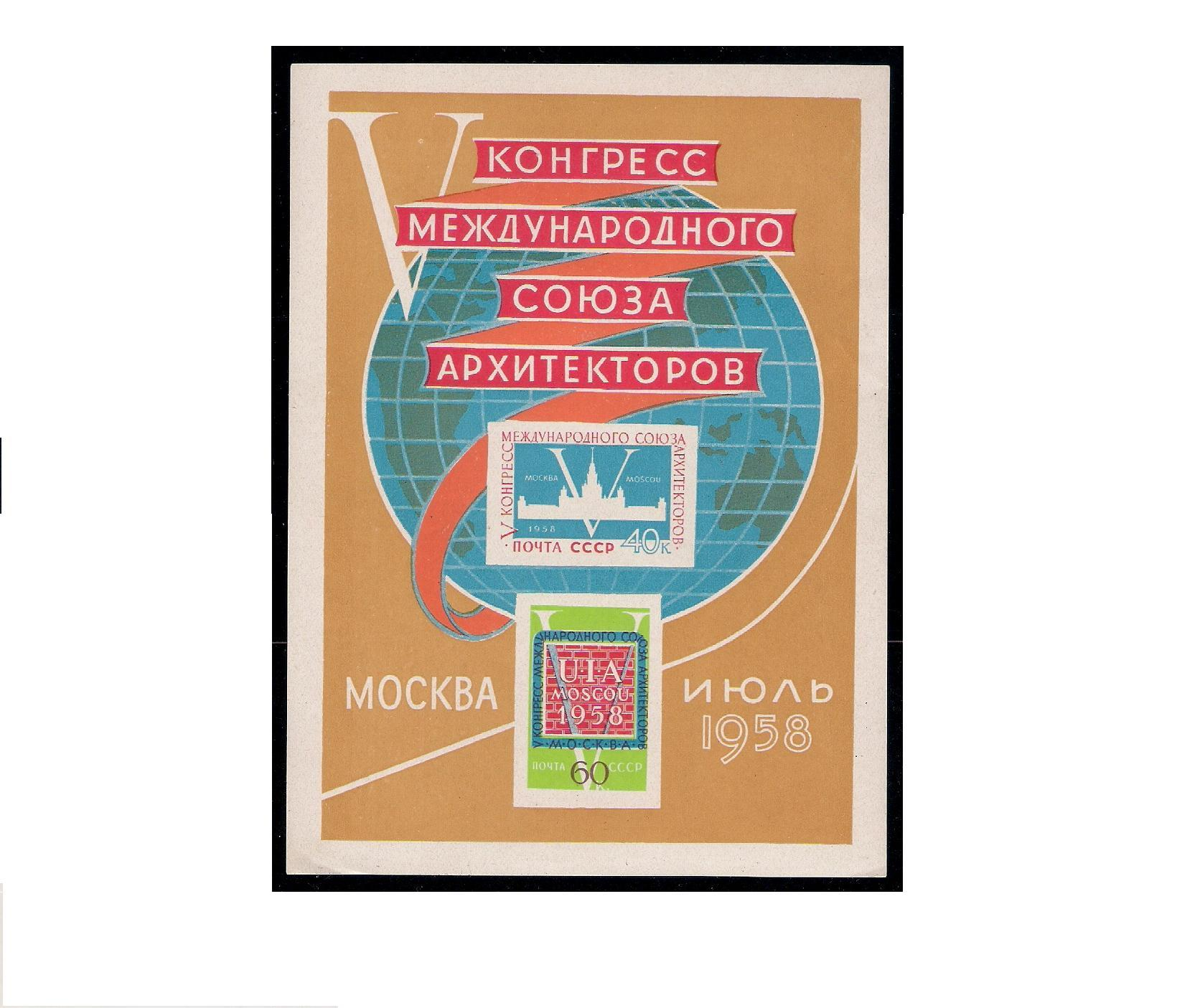
1958: V конгресс Международного союза архитекторов. Почтовый блок (ЦФА [АО «Марка»] № 2175))
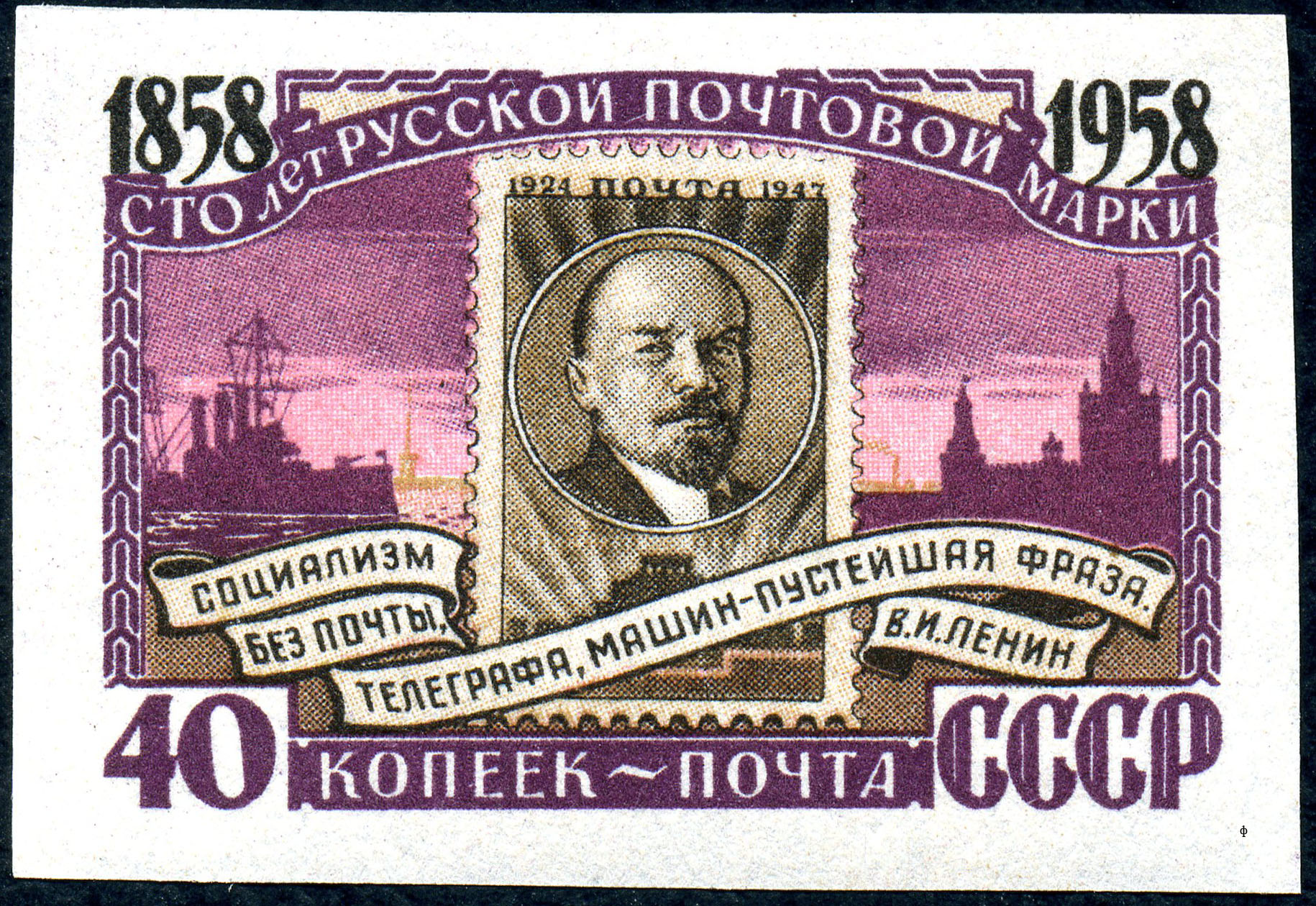
1958: 100-летие русской почтовой марки (ЦФА [АО «Марка»] № 2202)
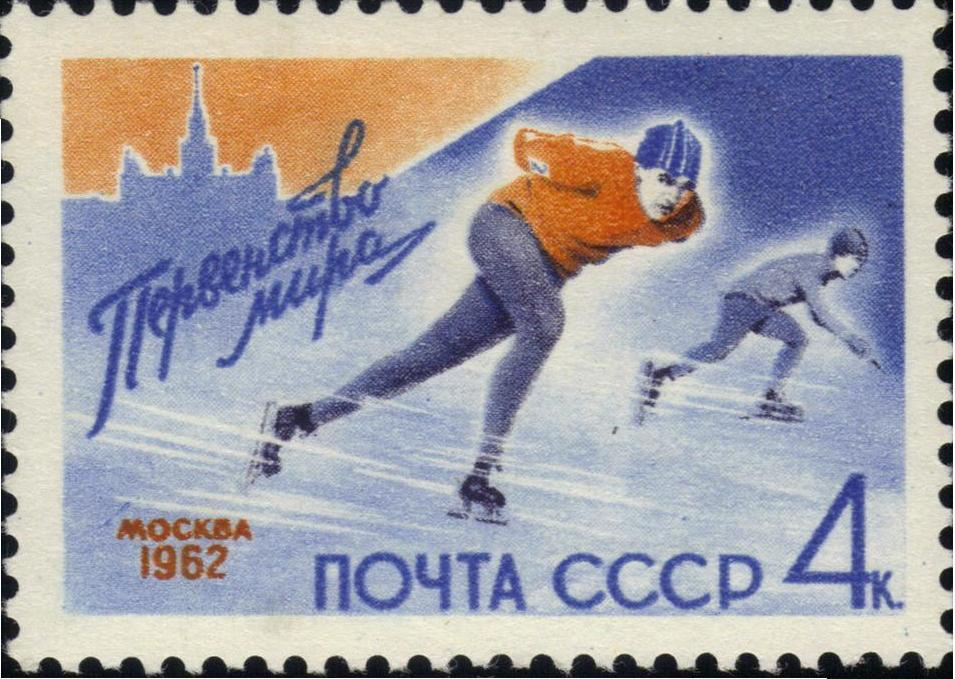
1962: Соревнование по конькобежному спорту в Москве (ЦФА [АО «Марка»] № 2660)
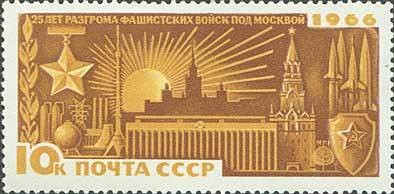
1966:Современная Москва (ЦФА [АО «Марка»] № 3444)
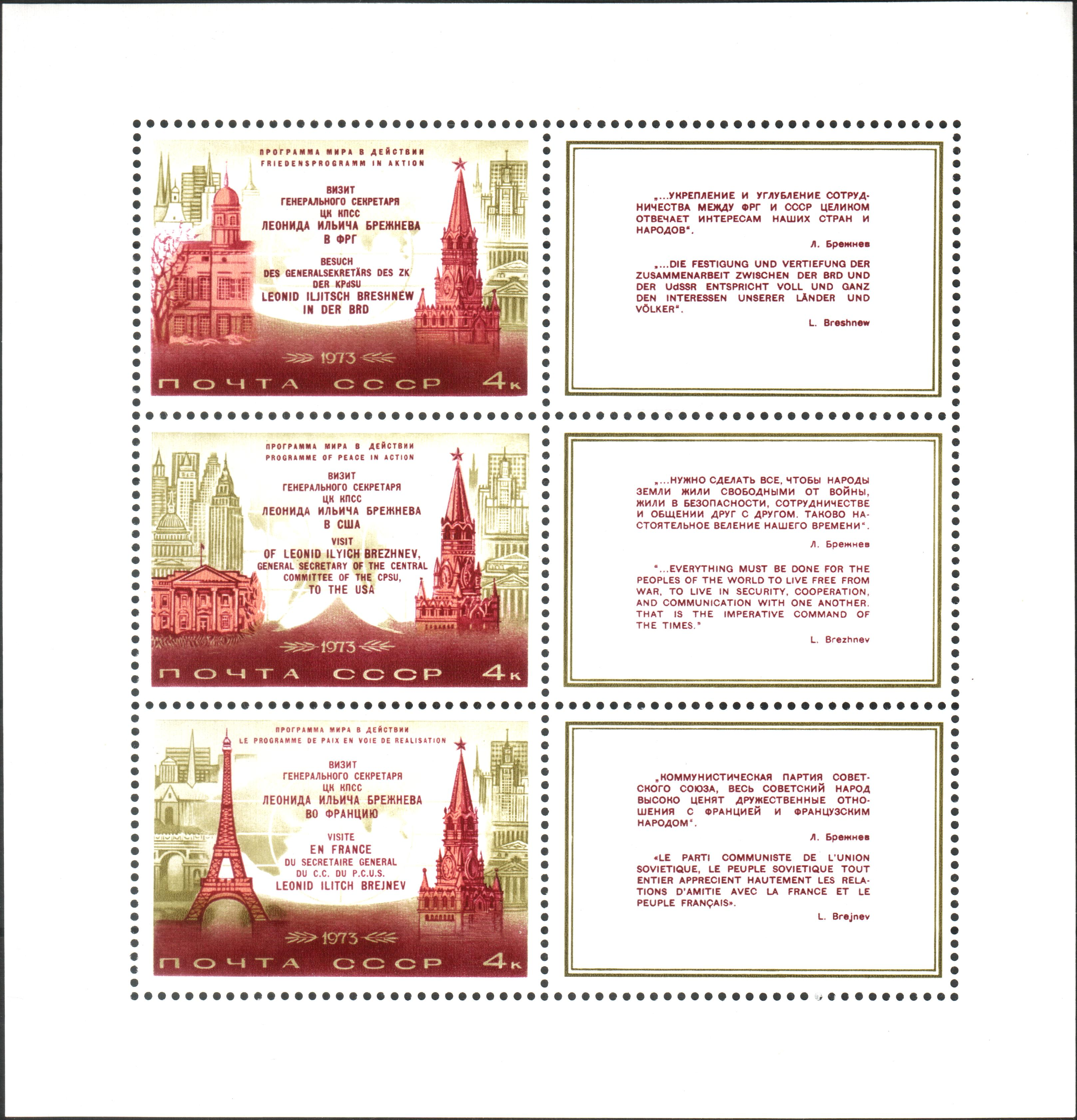
1973: Программа мира в действии. Почтовый блок (ЦФА [АО «Марка»] № 4259))
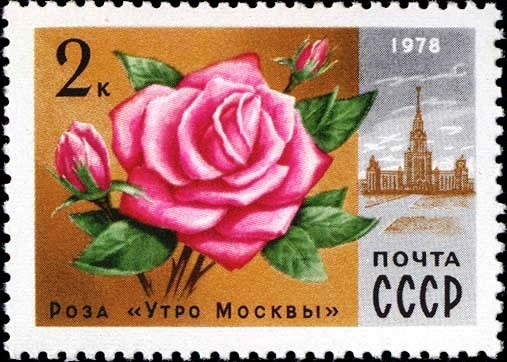
1978: Цветы Москвы. Роза «Утро Москвы» (ЦФА [АО «Марка»] № 4827)
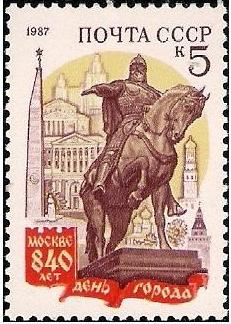
1987: 840-летие Москвы. День города (ЦФА [АО «Марка»] № 5873)

Главное здание МГУ — символ советской науки и культуры
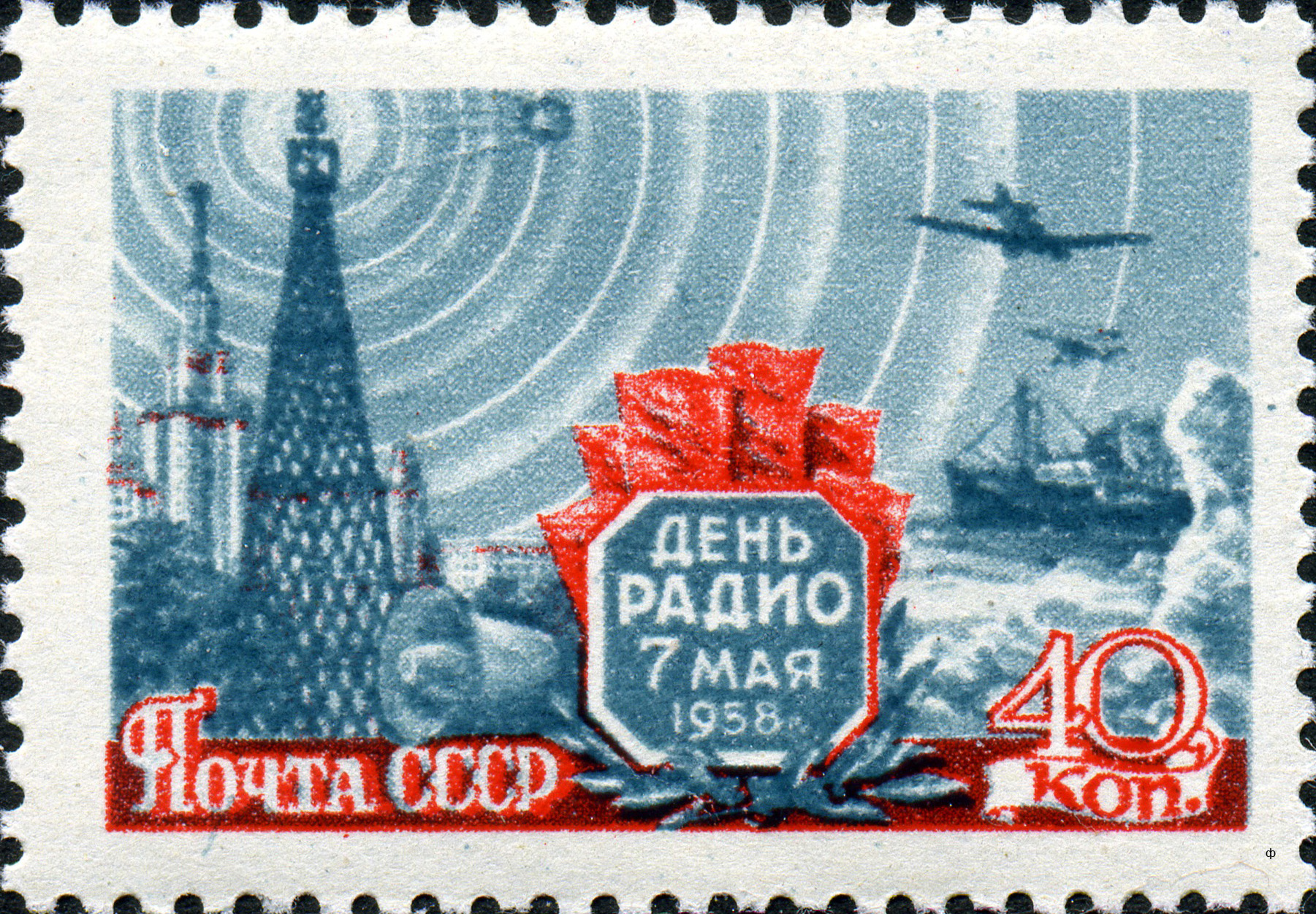
1958: Радиостанция. Здание МГУ (ЦФА [АО «Марка»] № 2155)
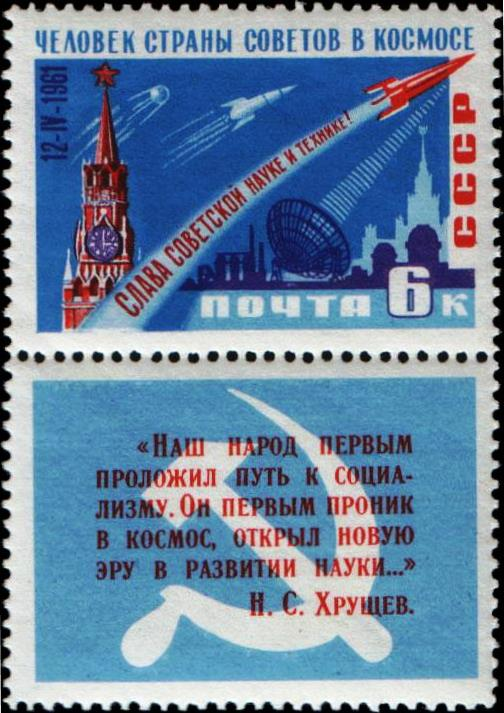
1961: Первый в мире космический полёт Ю. А. Гагарина. Первый ИСЗ, космические ракеты, корабль (ЦФА [АО «Марка»] № 2561)
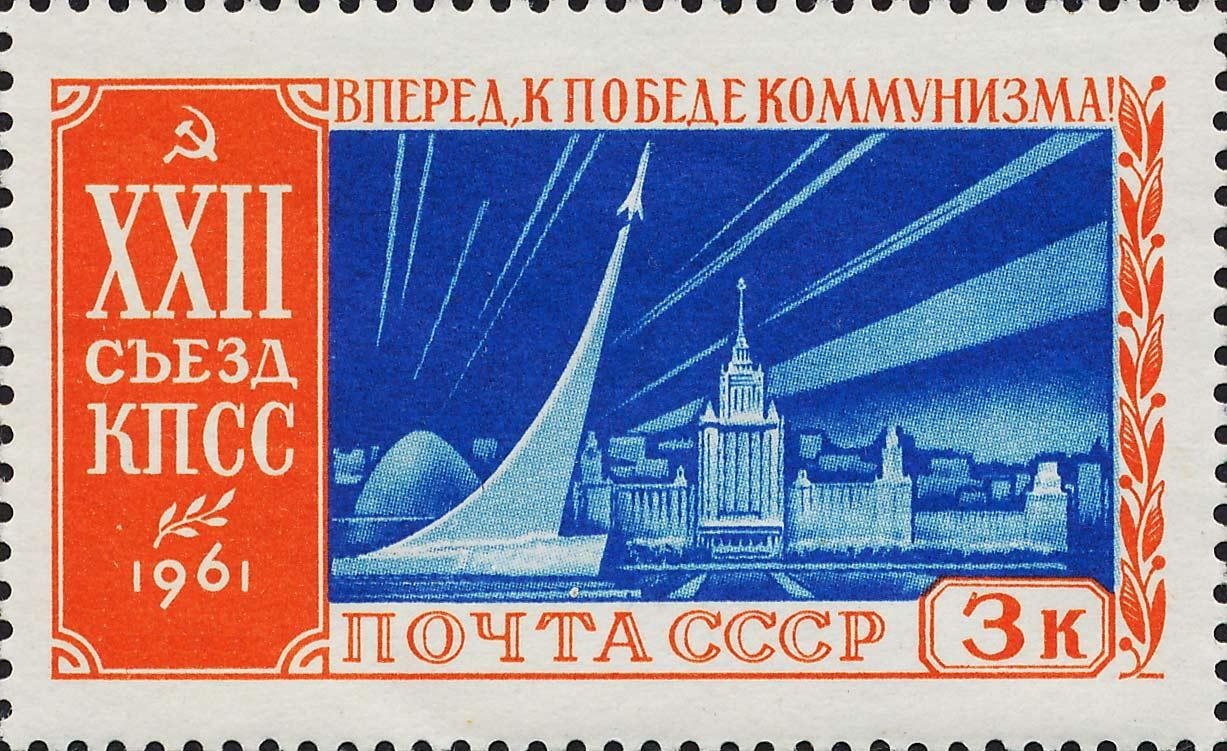
1961: XXII съезд КПСС. Торжество советской науки и техники (ЦФА [АО «Марка»] № 2620)
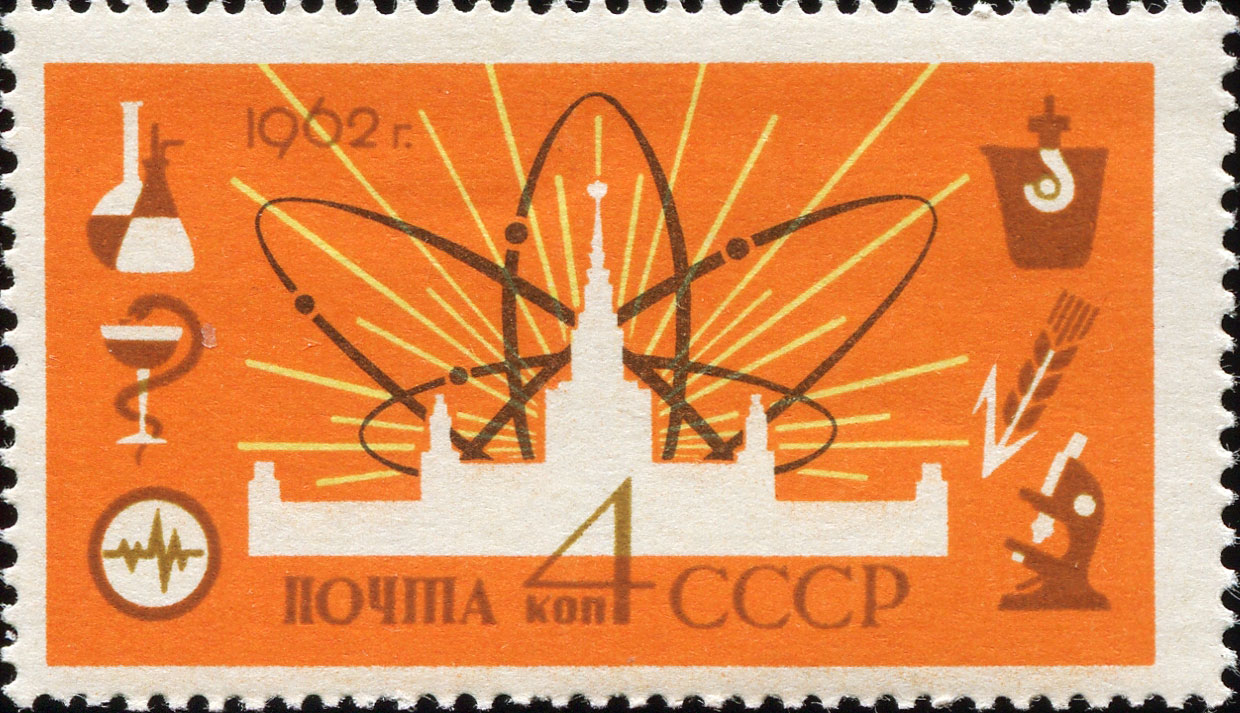
1962: Атомная энергия на службе миру (ЦФА [АО «Марка»] № 2724)
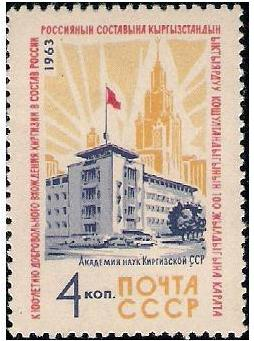
1963: Академии наук Киргизской ССР во Фрунзе (ЦФА [АО «Марка»] № 2932)
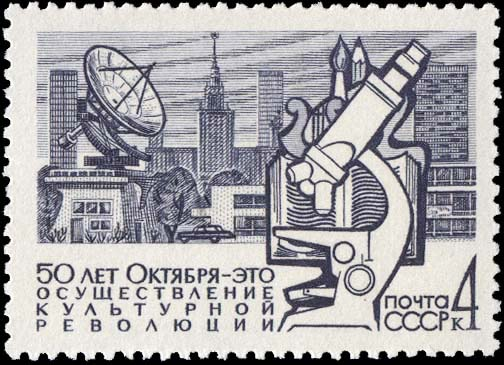
1967: 50 лет Октябрьской культурной революции (ЦФА [АО «Марка»] № 3577)

Главное здание МГУ — символ молодежи, студенчества и образования
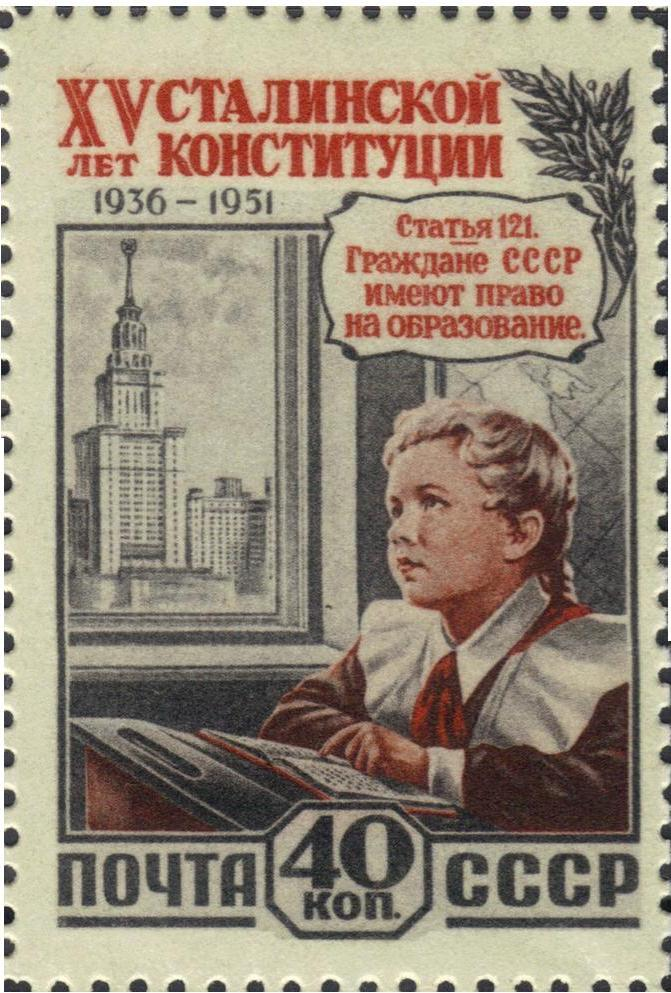
1952: XV лет сталинской конституции. Школьница за партой (ЦФА [АО «Марка»] № 1681)
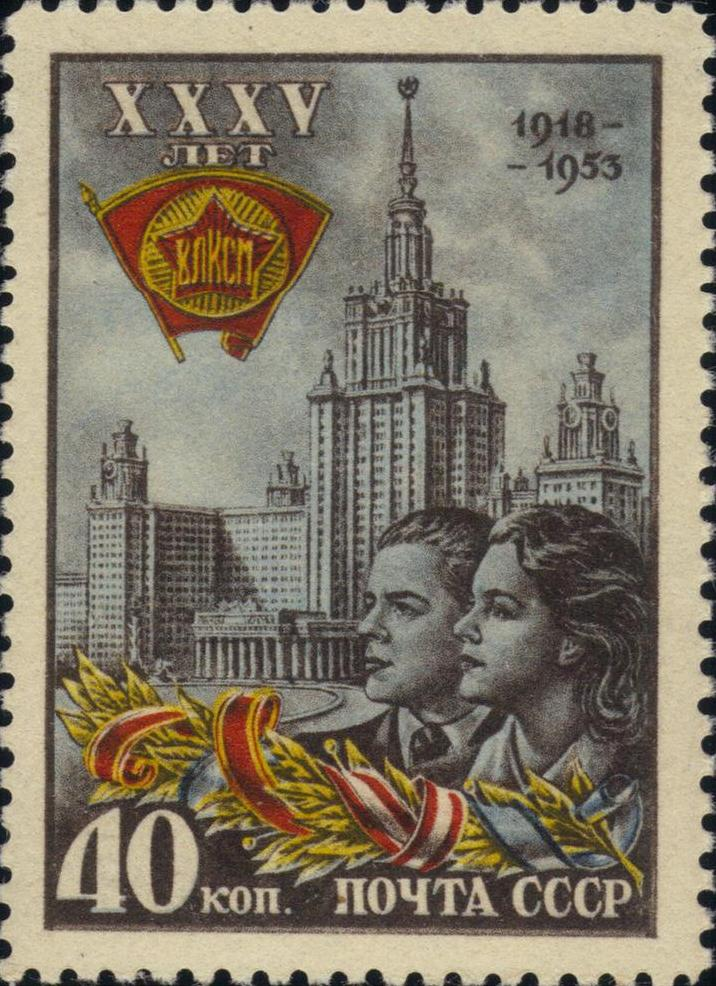
1953: 35 лет ВЛКСМ (ЦФА [АО «Марка»] № 1729)
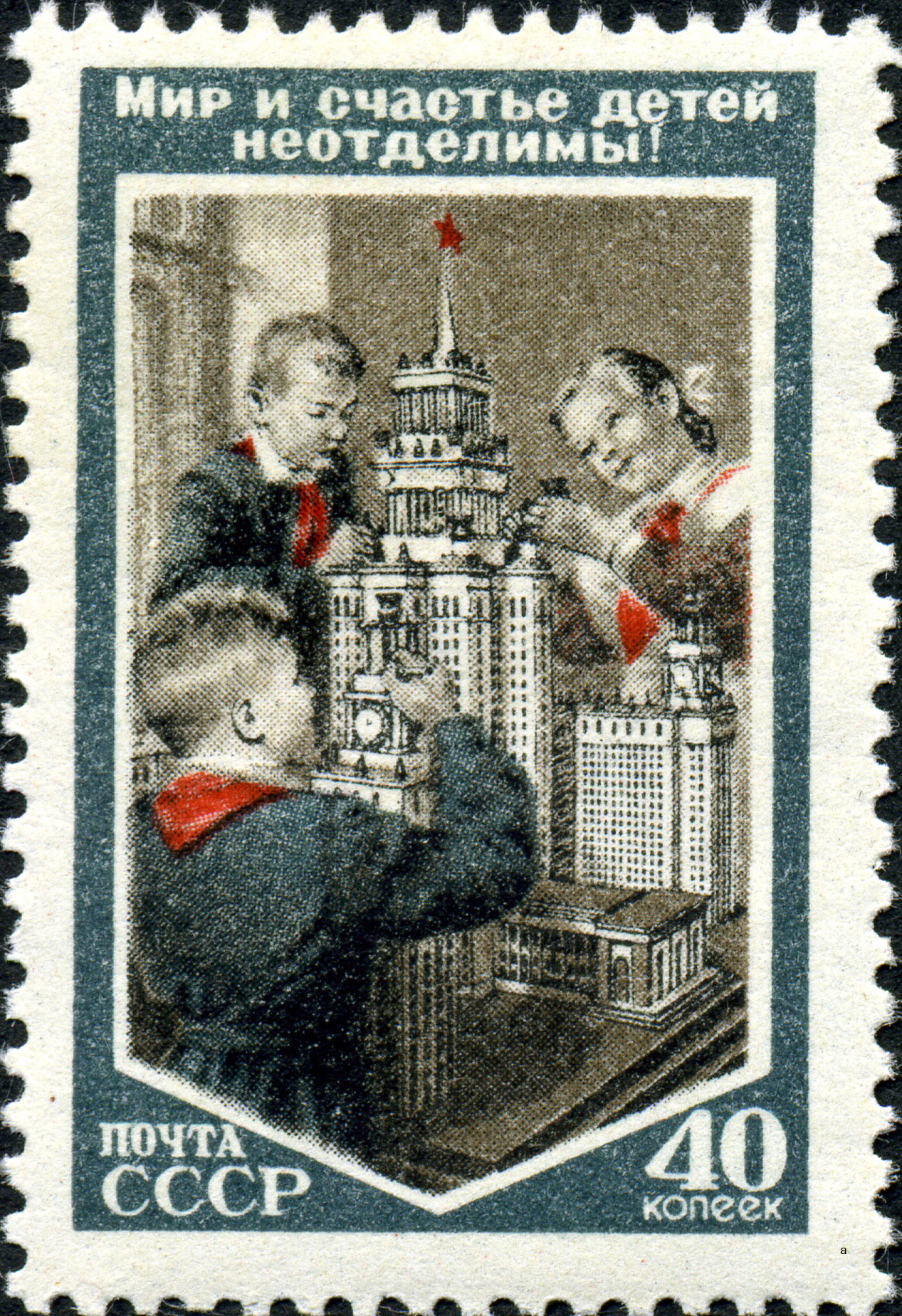
1953: Пионеры у макета МГУ (ЦФА [АО «Марка»] № 1743)
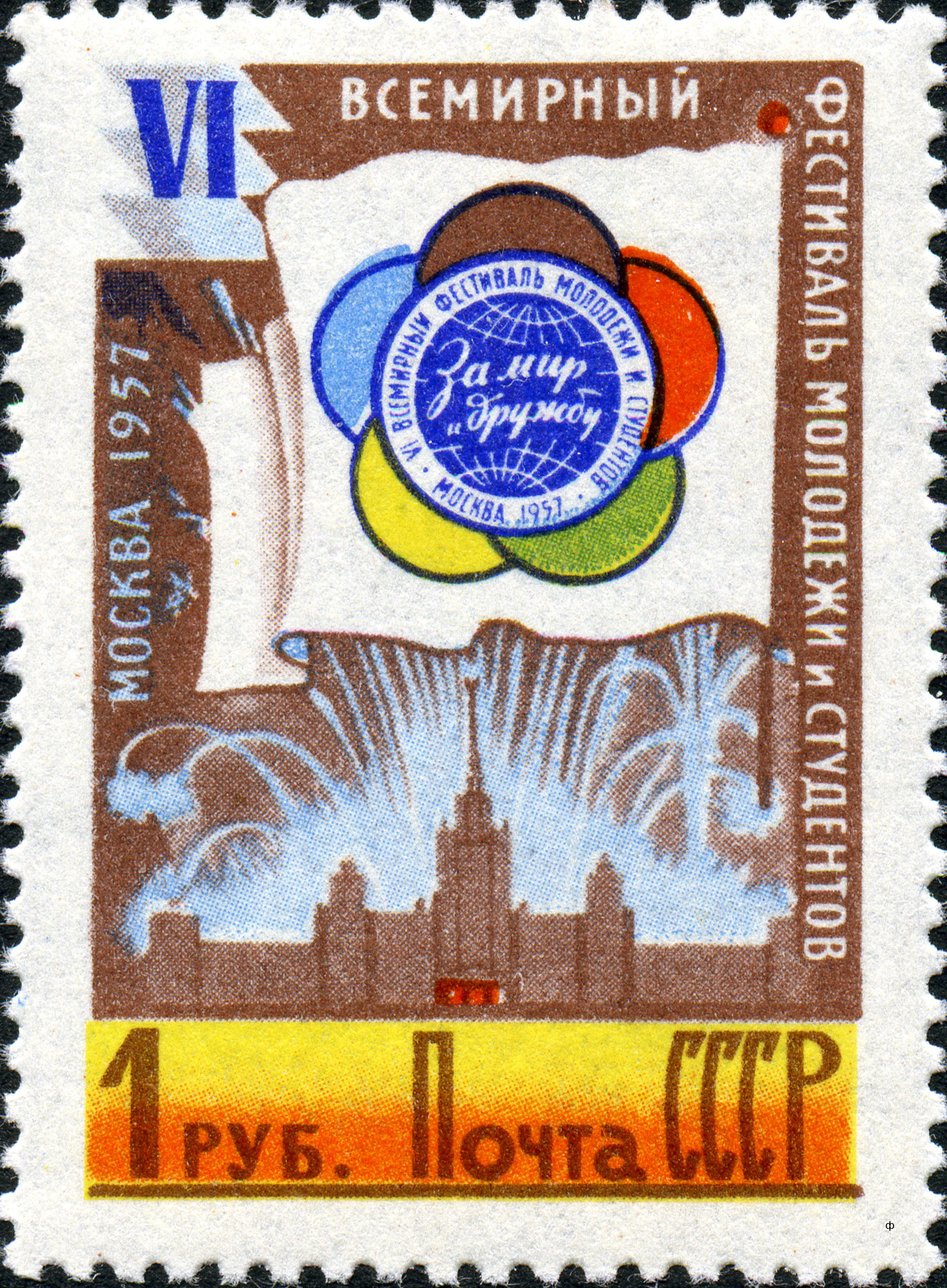
1957: Фестиваль молодежи и студентов в Москве. Флаг с эмблемой фестиваля (ЦФА [АО «Марка»] № 2037)
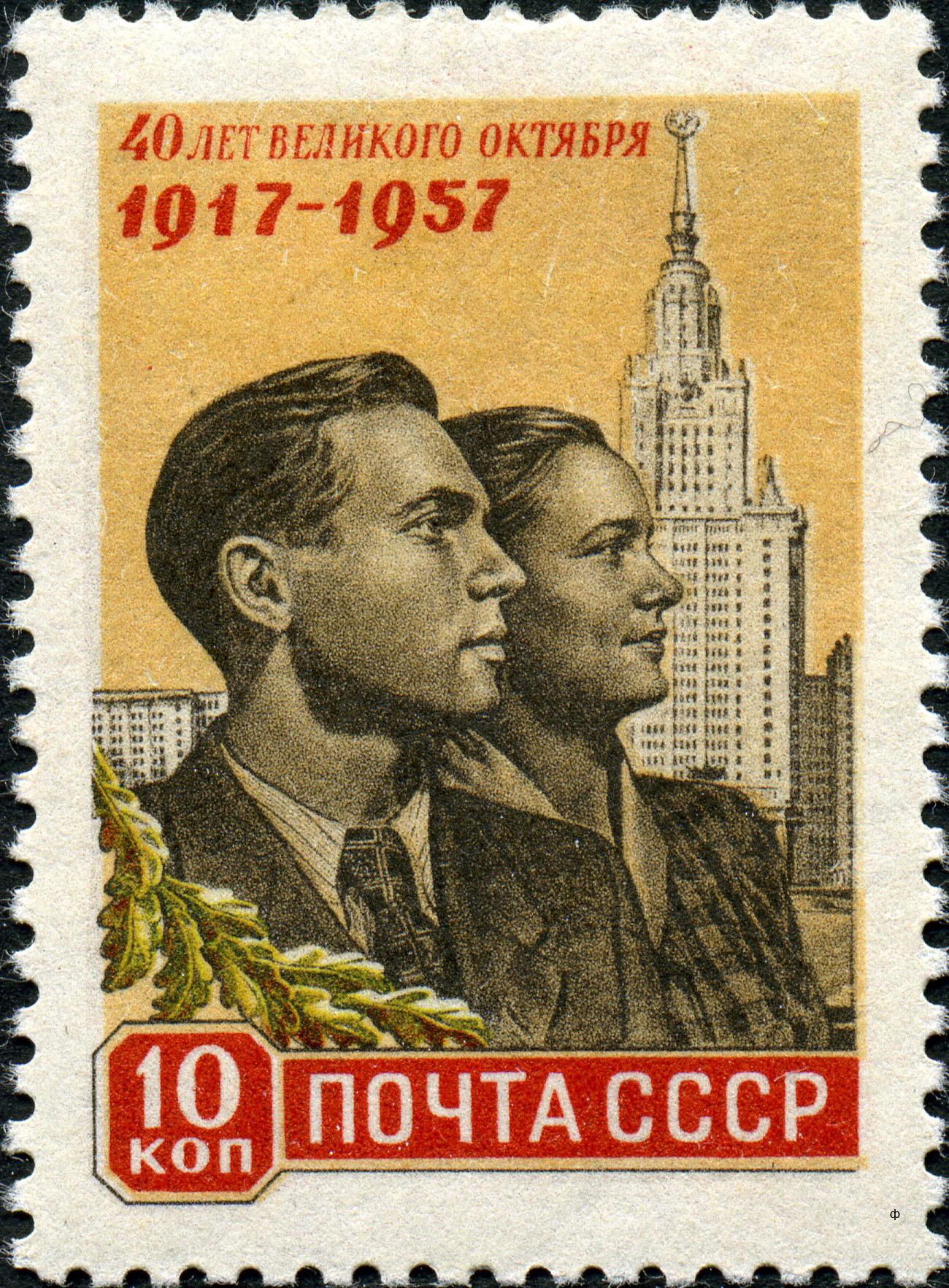
1957: Юноша и девушка на фоне МГУ (ЦФА [АО «Марка»] № 2065)
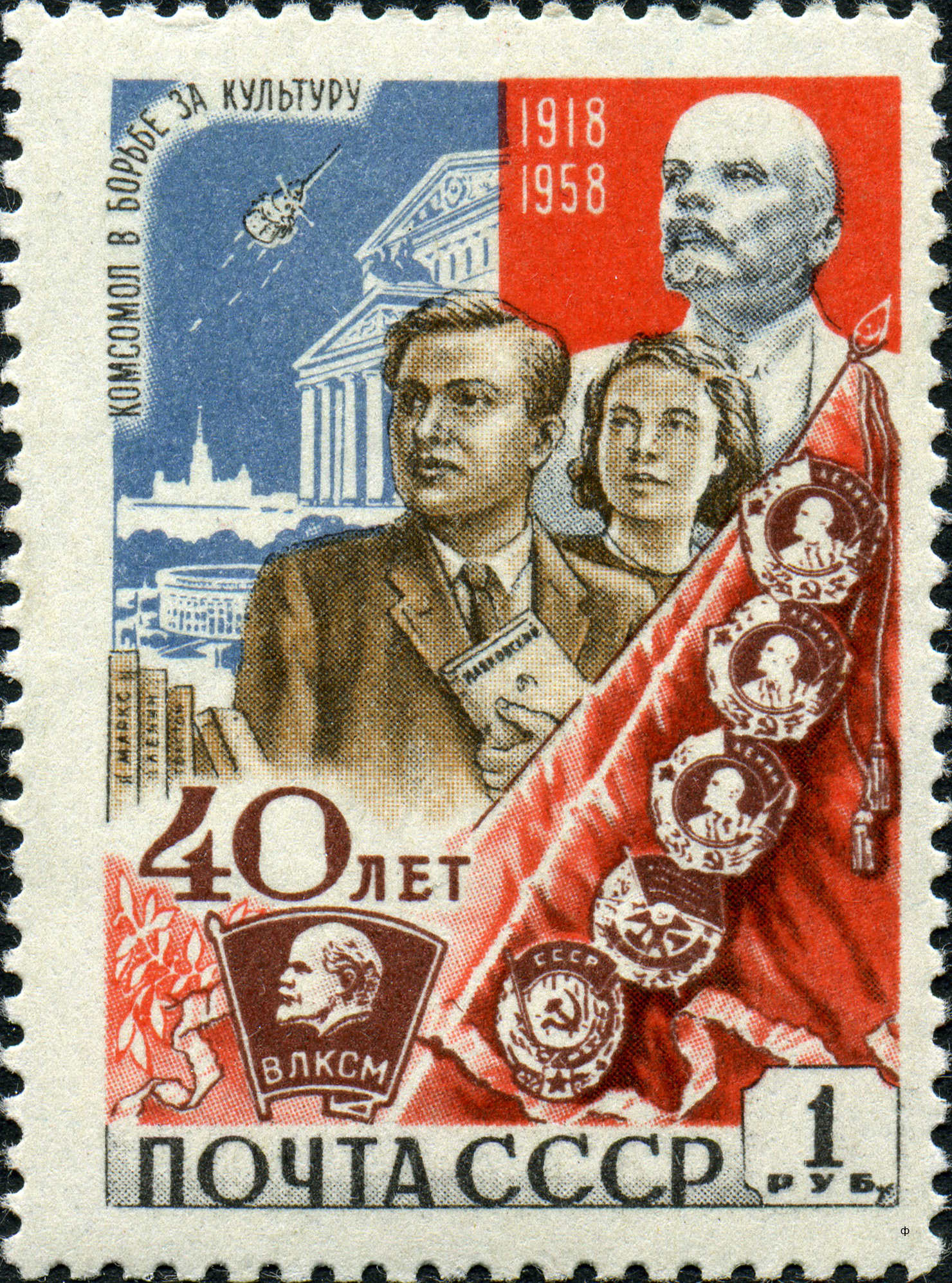
1958: Комсомол в борьбе за культуру (ЦФА [АО «Марка»] № 2257)
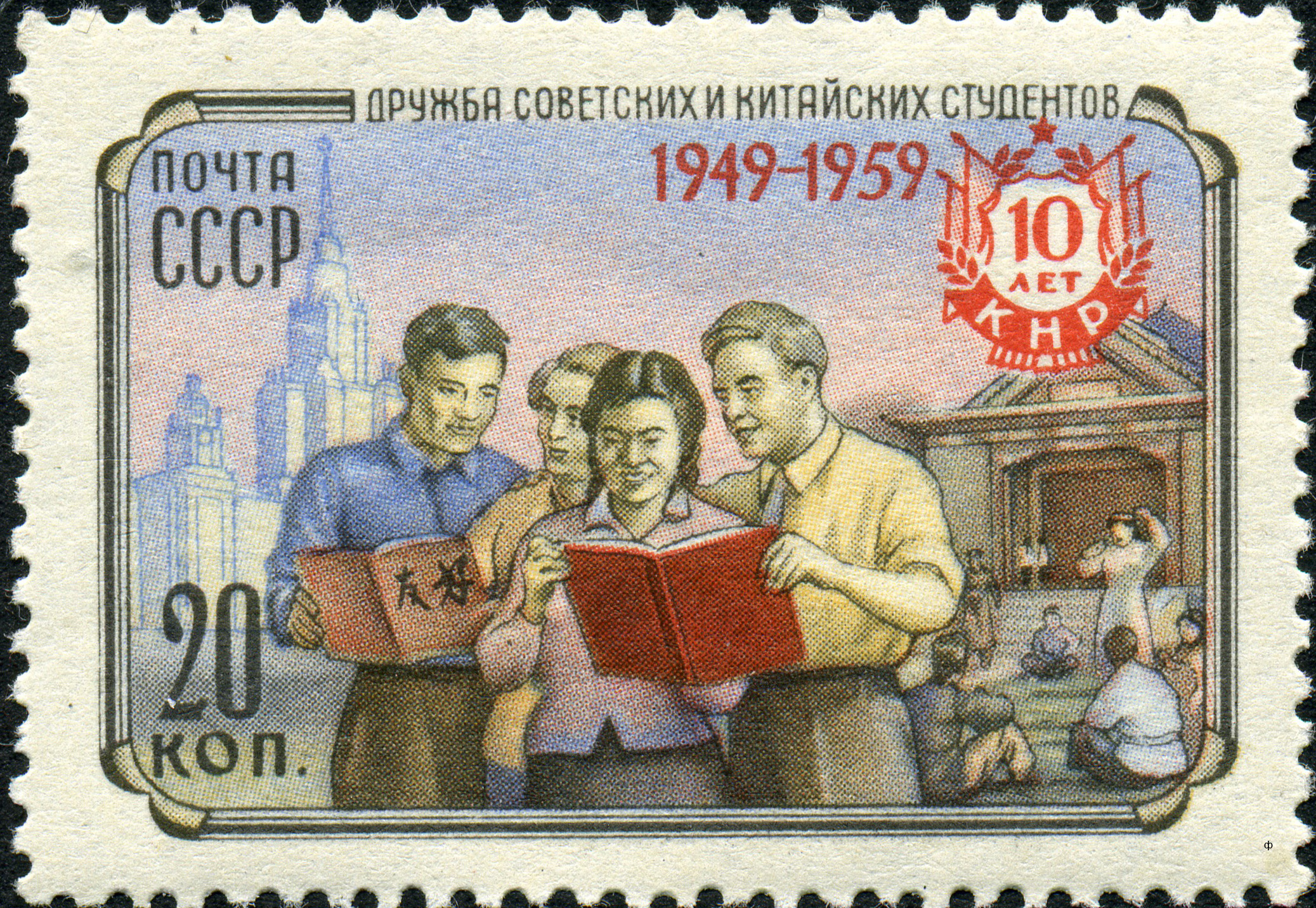
1958: Группа советских и китайских студентов (ЦФА [АО «Марка»] № 2360)

### Россия
На почтовых марках Российской Федерации (РФ) также можно встретить изображение Главного здания МГУ. Первая такая марка была выпущена в 1992 году в составе первого стандартной выпуска РФ. Марка имеет высокий номинал (500 рублей), который соответствовал почтовым тарифам во время инфляции.
Остальные марки с изображением здания МГУ относятся к коммеморативным. На марке 1998 года, выпущенной в связи с проведением в Москве Всемирных юношеских игр, изображение Главного здания МГУ использовано в качестве одновременно двух символов — Москвы и молодежи. На марке 2002 года изображение Главного здания МГУ использовано в качестве символа российской науки. В 2005 году была издана марка, приуроченная к 250-летию МГУ. Выпуск этих марок был отмечен памятным гашением.
К 300-летию со дня рождения основателя МГУ М. Ломоносова в 2011 году был выпущен почтовый блок, на котором изображены здания, связанные с его научной деятельностью, в том числе Главное здание МГУ.
Башенные часы Главного здания МГУ, наряду с тремя другими известными башенными часами России, изображены на марке в почтовом блоке, выпущенном в 2011 году.
В 2022 году Главное здание МГУ, вместе с памятником Юрию Долгорукову, храмом Василия Блаженного, Останкинской телебашней и другими достопримечательностями, было изображёно на полях марки к 875-летию Москвы в качестве одного из символов российской столицы.

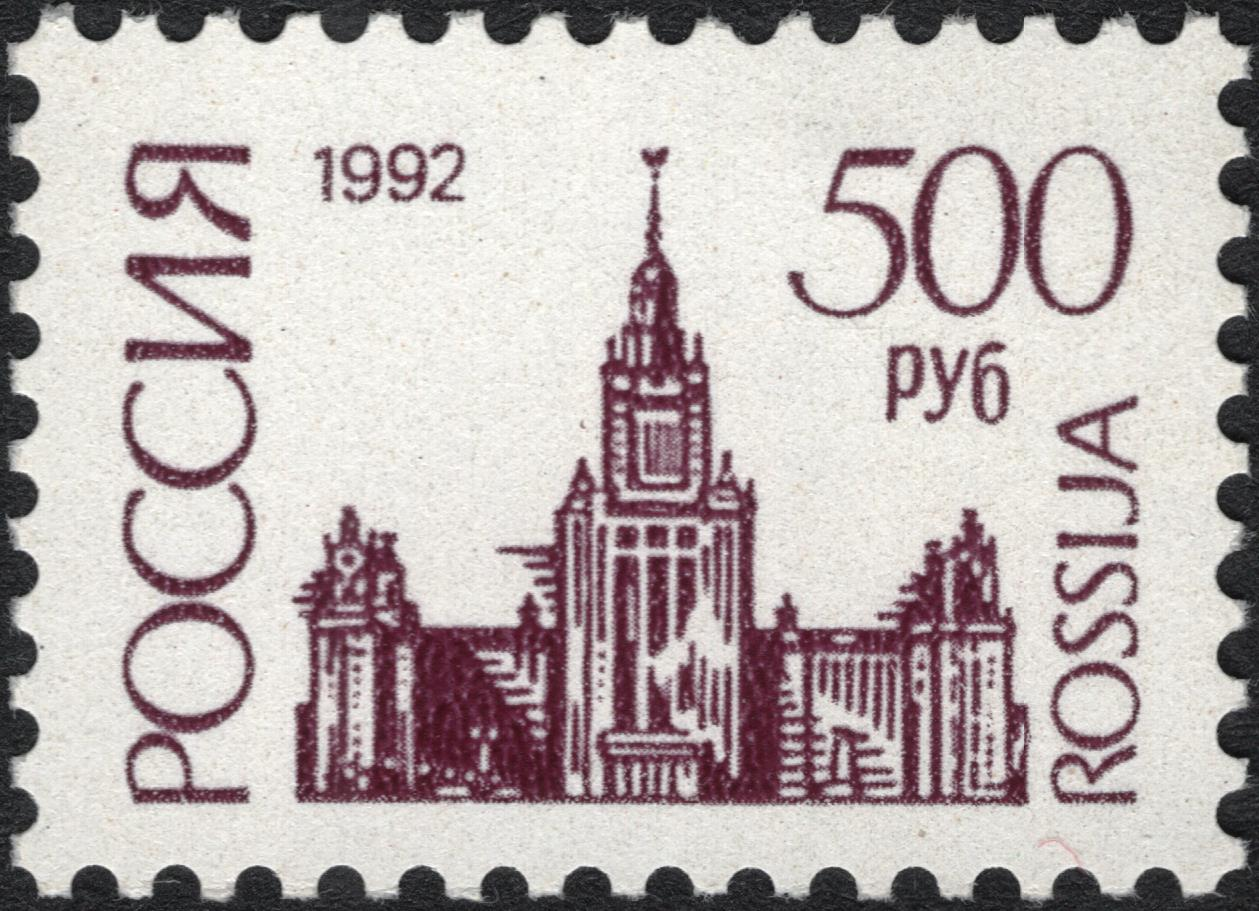
1992: Главное здание МГУ (ЦФА [АО «Марка»] № 62)
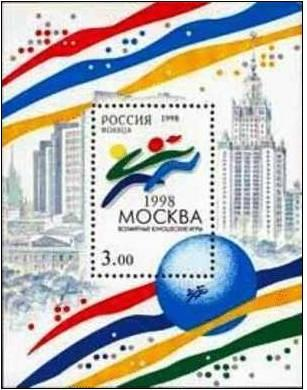
1998: Всемирные юношеские игры в Москве (ЦФА [АО «Марка»] № 445)
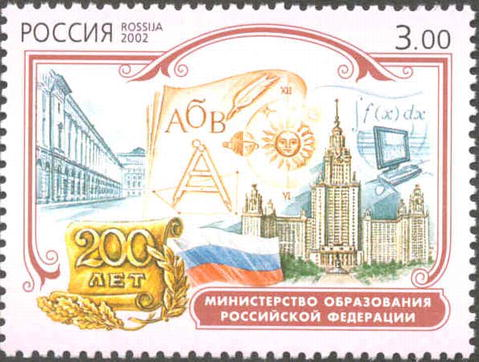
2002: Министерство образования Российской Федерации (ЦФА [АО «Марка»] № 782)
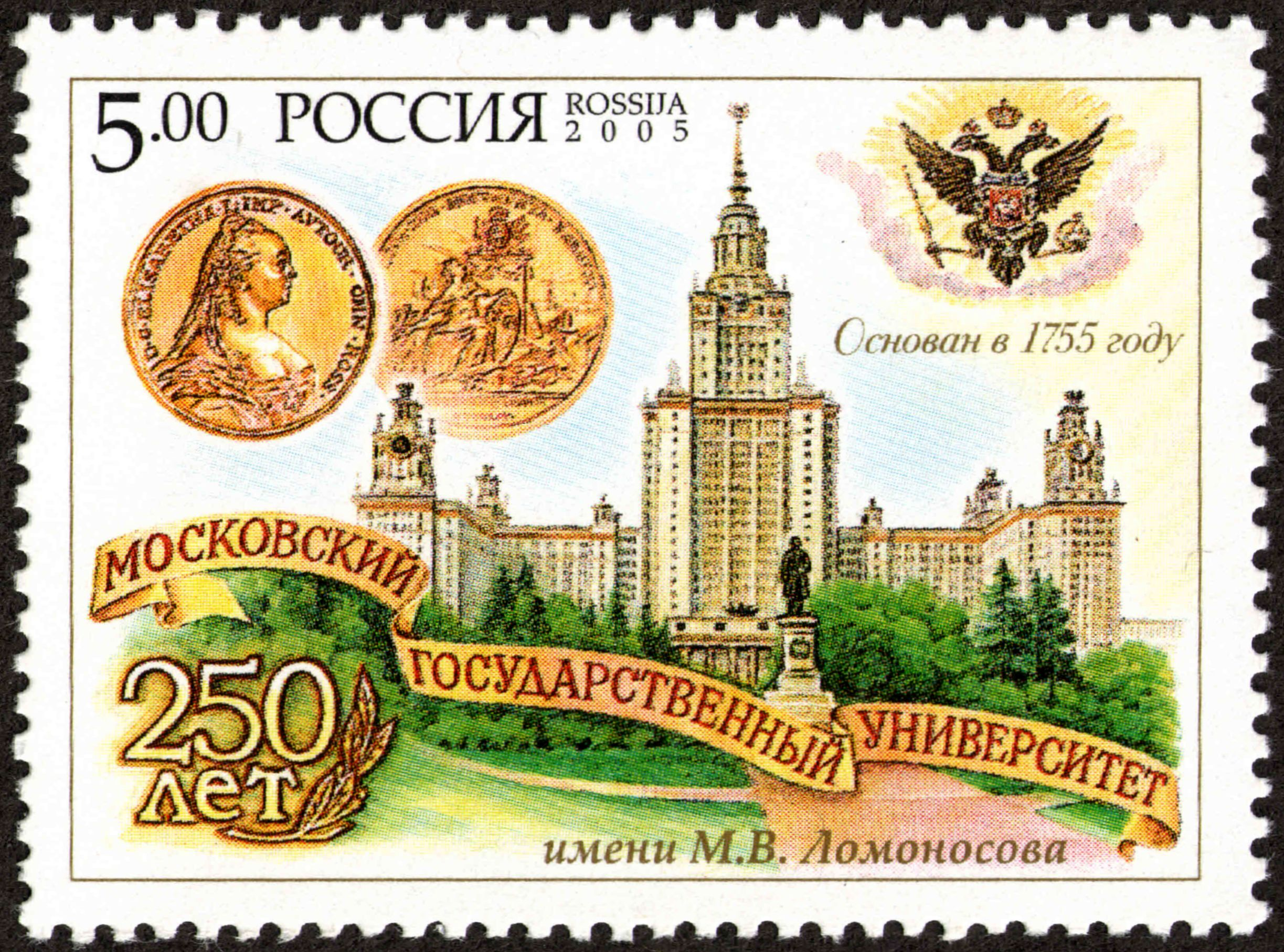
2005: 250 лет МГУ (ЦФА [АО «Марка»] № 1998)
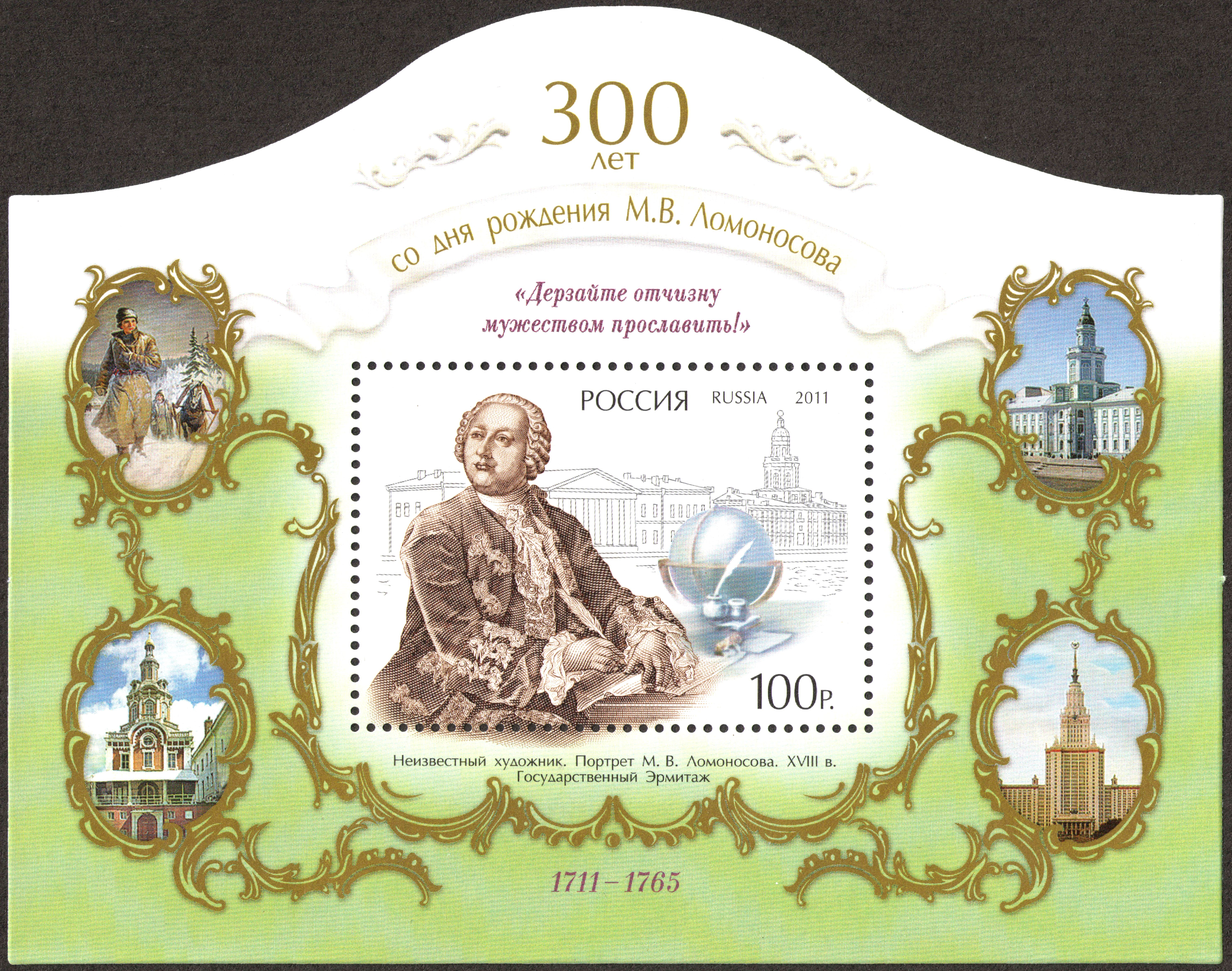
2011: 300 лет со дня рождения М. Ломоносова (ЦФА [АО «Марка»] № 1998)
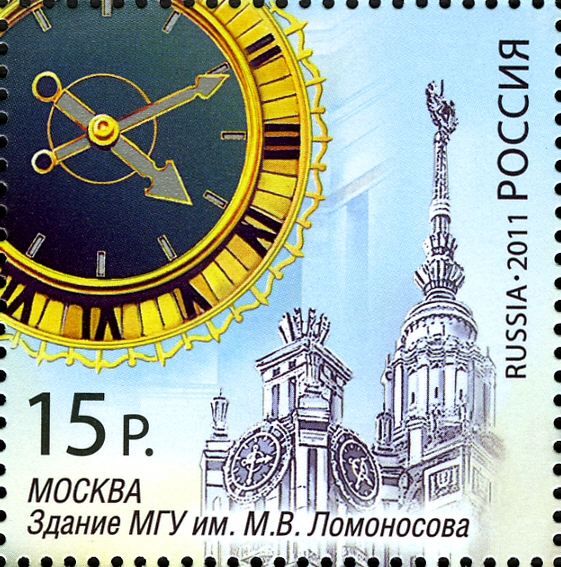
2011: Часы на здании МГУ (ЦФА [АО «Марка»] № 1483)

### Другие страны

Чехословакия (1953): Главное здание МГУ(Yt #735)

Изображение Главного здания МГУ в филателистических материалах стран, кроме СССР и Российской Федерации, имеется на марке Чехословакии, выпущенной в 1953 году и посвящённой месячнику чехословацко-советской дружбы (Yt #735) и на марке Чехословакии 1980 года. Высокое качество изображения марки 1953 года, изготовленной с помощью гравирования, позволяет наиболее детально, по сравнению с другими филателистическими материалами, рассмотреть особенности и детали архитектурного решения здания.
Здание МГУ также изображено на почтовой марке Болгарии 1954 года (Yt #785B), посвящённой 30-летию со дня смерти В. И. Ленина; на полях почтового блока Того и на марке Вьетнама, посвященных 300-летию М. В. Ломоносова (2011). Изображение здания имеется на посвящённых Олимпийским играм в 1980 году почтовой марке Джибути (1980) (на зубцовой и беззубцовой вариантах, а также в люкс-блоке) .
Марки с изображением главного здания МГУ также на зубцовом и беззубцовом вариантах изданы филателистической компанией «Стамперия». На марках от имени государств Мозамбик (2013) и Соломоновы Острова (2014) здание МГУ — символ Москвы, в которой был проведён чемпионат мира по лёгкой атлетике 2013 года. Здание изображено в качестве фона на марке Сьерра-Леоне 2016 года — из серии, посвящённой 70-летию советского легкового автомобиля ГАЗ-М-20 «Победа» (Mi #7978), а также на марке Центральноафриканской Республики 2013 года — из серии, посвящённой российским локомотивам (Mi #4199); здание МГУ также использовано при оформлении блока этой же серии (Mi #4202). В 2017 году компания «Стамперия» по заказу почтового ведомства островного государства Сан-Томе и Принсипи выпустило серию марок, посвященных чемпионату мира по футболу в России; на одной из марок главное здание МГУ также символ Москвы, как одного из городов, где будут проходить матчи чемпионата.
В 2015 году почтовую марку с изображением здания издало почтовое ведомство Монако. В 2017 году почтовое ведомство Беларуси издало марку с изображением станции «Московская» Минского метро, в оформлении которой использован образ главного здания МГУ.

## Конверты, карточки и спецгашения СССР
Главное здание МГУ изображено на многих художественных маркированных конвертах (ХМК), карточках и на специальных гашениях.

### Художественные маркированные конверты

1980: 225 лет МГУ. ХМК с оригинальной маркой № 13922

1979: Международная конфедерация по измерительной технике и приборостроению. ХМК № 13493

Художественные маркированные конверты с изображением Главного здания МГУ условно можно разделить на две группы. Первая группа ХМК посвящена непосредственно МГУ. Один из таких конвертов (ХМК 1979 года № 13922) показан слева. Конверт имеет оригинальную марку с изображением старого здания МГУ, а его иллюстрация — новое здание на Воробьёвых (Ленинских) горах.

1984: здание МГУ на спецгашении. XVII Международный геологический конгресс (вырезка из карточки с оригинальной маркой № 3.8015)

ХМК второй группы выпускались к международным конгрессам, съездам и конференциям, которые проводились в Главном здании МГУ. Изображение здания МГУ на них имеет вспомогательное значение. На одних из них здание МГУ изображено на рисунке конверта вместе с эмблемой мероприятия (см. конверт справа).
На других конвертах на рисунке приведена эмблема конгресса, конференции и т. п., а изображение МГУ имеется на специальном гашении. Пример специального гашения с изображением контура Главного здания МГУ показан на приведенной слева вырезке из художественной маркированной открытки.

### Почтовые карточки
После окончания строительства Главного здания МГУ в 1953 году было выпущено большое количество почтовых карточек (открытых писем) с фотографиями здания. Часть из них не имела марок, а другая — на одной из сторон имела стандартные марки.
Одна из немаркированных почтовых карточек СССР с фотографией главного входа в высотную часть здания МГУ приведена ниже. Фотография на почтовой карточке позволяет в деталях рассмотреть архитектурное решение входа в здание, выполненное в стиле неоклассицизма.

1953: Главный вход высотного здания МГУ на Ленинских горах. Лицевая сторона почтовой карточки [15]
1953: То же. Адресная сторона почтовой карточки[15]